# جوئل برویهیل
جوئل توماس برویهیل (Joel Thomas Broyhill) (زادهٔ ۴ نوامبر ۱۹۱۹ - درگذشتهٔ ۲۴ سپتامبر ۲۰۰۶)، سیاستمدار آمریکایی همسو با حزب جمهوری‌خواه بود که برای یازده دوره از سال ۱۹۵۳ تا ۱۹۷۴ نماینده کنگره از ایالت ویرجینیا بود. او در کنگره از حوزه انتخابیه دهم ویرجینیا نمایندگی کرد که این ناحیه از حومه‌های آرلینگتون، فالز چرچ و بخش‌های از فیرفکس و الکساندریا تشکیل شده‌است. او بخاطر دادخواهی اش برای کارگران فدرال (و هیئت مؤسسان) و همچنین مخالفت با نظریه ادغام سازی در دهه‌های ۱۹۵۰ و ۱۹۶۰ مشهور شد.

## ابتدای زندگی و آموزش
اگر چه براساس دودمان نامه فامیلی نخستین برویهیل ای که به شهرستان هالیفکس ویرجینیا در سده هجدهم مهاجرت کرد پدر بزرگ جوئل برویهیل بنام توماس جفرسون برویهیل (۱۸۵۲–۱۹۳۵) فرزند ویلیام برویهیل بود که در منطقه مریویان فالز، شهرستان ویلکس کارولینای شمالی به دنیا آمد. او یک کشاورز و آسیابان بود که بعد از پایان جنگ‌های داخلی به تدریس در مدرسه پرداخت. توماس برویهیل نجار و آسیاب ساز شد و سپس با ایجاد کارخانه‌های چوب بری و حرفه‌های دیگر شهروند پیشتاز منطقه خود گردید. پدر جوئل، ماروین تالمج برویهیل سنیور با منتقل کردن خانواده خود به منطقه هوپول ایالت ویرجینیا خواست تا عموی خود را که در شرکت پودر دوپونت  (DuPont Powder Company) کار می‌کرد، یاری رساند. او گهگاهی در شرکت دوپونت کار می‌کرد و به علاوه او به تجارت املاک و مستغلات پرداخت که تا متوقف شدن کارخانه رشد خوبی کرد. در سن هجده سالگی برویهیل زمان که پدرش به تغییر موقعیت سکونتگاه و شرکت املاک خود بنام M.T. Broyhill & Sons Corporation (شرکتی که کارش ساخت مسکن در نزدیکی فرانت رویال ویرجینیا بود، جاییکه شرکت دوپونت یک کارخانه تولید سلولز را ایجاد کرد) پرداخت او نیز به منطقه آرلینگتون ویرجینیا نقل مکان کرد و سپس در دانشگاه جورج واشینگتن از سال ۱۹۳۹ تا ۱۹۴۱ به تحصیل پرداخت.

## خدمت نظامی و حرفه تجارت املاک
در فوریه ۱۹۴۲، جوئل برویهیل به ارتش ایالات متحده پیوست. او در تئاتر اروپا به عنوان کاپیتان در لشکر ۱۰۶ پیاده‌نظام خدمت کرد. زمانیکه هواپیماهای متفقین نازی‌ها را بمبارد می‌کرد او در فاصله‌ای اندک از مرگ نجات یافت اما در اثر انفجارات دچار صدمه شنوایی مادام العمر گردید. برویهیل در جریان نبرد بولج اسیر نیروهای آلمانی شد اما شش ماه پس از اردوگاه اسیران جنگی فرار کرده و با نیروهای آمریکایی که در حال پیشروی بودند، پیوست. او در ۱ نوامبر ۱۹۴۵، از خدمت نظامی مرخص گردید که در میان جوایز نظامی اش یک مدال ستاره برنز را نیز بدست آورده بود.
پس از جنگ برویهیل دوباره با شرکت املاک خانوادگی خود پیوست که در آن یک سهم دار و مدیر کل شرکت شد.

## سیاست
او رئیس اتاق بازرگانی و رئیس هیئت مدیره کمیسیون برنامه‌ریزی شهرستان آرلینگتون بود. در سال ۱۹۵۰ او به عنوان رئیس باشگاه جمهوری خواهان انتخاب گردید.

### گزینش در کنگره
در سال ۱۹۵۲، در کارزار گزینش اولین نماینده ناحیه جدید دهم ویرجینیا واقع در حومه داخلی واشینگتن دسی، نامزد کنگره شد. او در جشن تولد ۳۳ سالگی خود با بدست آوردن ۳۲۲ رای با پشت سر گذاشتن نامزد دموکرات‌ها ادموند دی. کمپل پیروز انتخابات گردید که در آن سال بیشترین رای را در حزب جمهوری خواهان که قبلاً تنها دوایت دی. آیزنهاور بدست آورده بود، از آن خود کرد. او در ده دور انتخابات پشت هم به پیروزی رسید اما در سال ۱۹۷۴ شکست خود را پس از رسوایی رسوایی واترگیت و استعفای رئیس مجلس ریچارد نیکسون، قبول کرد که در آن سال دموکرات‌ها اکثریت قاطع آرا را بدست آوردند. ناحیه برویهیل از تجزیه ناحیه قدیمی هشتم تشکیل شده بود که بعد از شکست او توسط هوارد دبلیو «جاج» اسمیت کنترل می‌گردید. او یک دموکرات افسانه‌ای و قدرتمند بود که با بدست گرفتن ریاست کمیته قوانین مجلس نمایندگان، قوانین را کنترل می‌کرد.
نشریه واشینگتن پست نوشت:
اگر چه که آقای برویهیل و اسمیت عضویت احزاب مختلف را داشتند اما ایدئولوژی سیاسی محافظه کارانه مشترک داشتند، و رئیس کهنه‌کار کمیته قوانین (برویهیل) علاقه شدیدی با عضو جدید کنگره (اسمیت) گرفت و بسیاری از ترفندهای مربوط به قانونگذاری را به او آموزش داد.